# Krajinski park Tivoli, Rožnik in Šišenski hrib
Krajinski park Tivoli, Rožnik in Šišenski hrib je bil s posebnim odlokom zavarovan leta 1984. Krajinski park se razteza v severozahodnem delu mesta Ljubljane in obsega mestni park Tivoli ter gozdni prostor Rožnika, Šišenskega hriba in Koseškega boršta s skupno površino okrog 459 ha.

## Opis
Krajinski park je pretežno porasel s samoniklo gozdno vegetacijo, z mešanimi sestoji, kjer so posamezna drevesa pomembna zaradi starosti in dimenzij. Za Tivolskim gradom je klasično nahajališče evropske gomoljčice (Pseudostellaria europaea), na območju naravnega rezervata Mali Rožnik in Mosteca pa so mokrišča, kjer so rastišča močvirske in barjanske flore in vegetacije: jelševje, vodne površine, porasle s šašjem, šotišča, v spodnjem delu Malega Rožnika tudi šotno barje. Na območju je mogoče opaziti srne, bliže parku veverice, občasno tudi druge živali.
Osrednji in največji del parka obsega gričevnati gozdni prostor, katerega najvišji deli so: Rožnik (393 m), Šišenski hrib (430 m), Debeli hrib (372 m), Veliki Rakovnik (358 m), Drenikov vrh (386 m) in Tivolski vrh (387 m). Med vrhovi vzpetin se razprostirata dolini Mostec in Rakovnik ter številne grape. Na zahodni strani gričevje prehaja v uravnan nižinski svet Koseškega boršta in Za Mošenico, kjer se nižinski gozd prepleta z obdelovalnimi površinami.
Znotraj Krajinskega parka so tudi ožja zavarovana območja:
- Naravni spomenik Tivoli predstavlja park Tivoli, ki ima več kot dve stoletji dolgo in zelo pestro zgodovino, prav tako dolga je tradicija obiskovanja in sprehajanja po njem.
- Naravni rezervat Mostec: na spodnjem delu mokrotne doline Mostec ob vznožju Debelega hriba leži Prehodno barje Mostec ali Koseško barje. Vanj pritekajo potoki in občasni vodotok, ki iz Mosteca odteka proti Koseškemu bajerju. Velja za reliktno rastišče barjanske flore. Med vrstami so pomembne zlasti navadni mrzličnik (Menyanthes trifoliata), kalužni šaš (Carex limosa), barjanska vijolica (Viola uliginosa), okroglolistna rosika (Drosera rotundifolia), navadna mahovnica (Oxycoccus palustris) in vodna preslica (Equisetum fluviatile).
- Naravni spomenik pod Turnom je klasično nahajališče evropske gomoljčice (Pseudostellaria europaea). Rastlino je tu odkril in prvič opisal avstrijski naravoslovec Franc Ksaver Wulfen že leta 1762.
- Naravni rezervat Mali Rožnik; Mali Rožnik ali Rakovniško barje se razteza v mokrotni dolini med slemenoma Malega in Velikega Rakovnika, severozahodno od vrha Rožnika.

V krajinskem parku so tudi naravne vrednote državnega in lokalnega pomena in naravna dediščina, med njimi več bukev, hrasta graden in dob. Nna območju Krajinskega parka je znanih nekaj čez 400 rastlinskih vrst, za širše območje Mosteca (vključno s Kosezami) okoli 250 in na območju obeh naravnih rezervatov 183, od tega 48 vrst, ki so vezane na mokra in vlažna tla, in 14 ogroženih vrst, vpisanih na nacionalni Rdeči seznam.
Več kot 1000 različnih živalskih vrst živi na območju Krajinskega parka. Mnoge med njimi so prepoznane kot ogrožene, vsaj 56 je t. i. Natura 2000 vrst. V vodnih telesih krajinskega parka je bilo evidentiranih 28 vrst rib. (Za več podrobnosti glej)

### Park Tivoli
Park obsega približno 5 km² ter sega v samo središče mesta. V parku je več kot dva ducata različnih spomenikov, vodnjakov in plastik od katerih je najbolj znan pastirček s piščalko Zdenka Kalina, ki stoji od leta 1946 nad stopnicami severno od ribnika in je kasneje postal simbol RTV Slovenije. Robove parka ogroža stihijska pozidava in preurejanje površin za druge namene.

### Rožnik
Tivolski park neopazno prehaja v Rožnik, hrib, ki je visok 391/3/4 m in je s tem le nekaj metrov višji od Ljubljanskega gradu. Rožnik je danes urejena gozdna površina, nekoč pa je tu bilo zavetišče za gobavce ter kasneje pribežališče meščanov pred epidemijami.

### Šišenski hrib
Svoje ime je dobil po vaseh Spodnja in Zgornja Šiška. Na pobočju pod vrhom je več jam, francoskih šanc, ki so jih leta 1809 izkopali Francozi za svoje topove, da so lahko obstreljevali avstrijsko postojanko na Ljubljanskem gradu.

## Upravljanje
Z Odlokom o koncesiji za upravljanje Krajinskega parka je Mestna občina Ljubljana upravljanje podelila Snagi Javnemu podjetju d. o. o. (Uradni list RS, št. 1/17). V aprilu 2019 se je družba Snaga Javno podjetje d. o. o pripojila k družbi Javno podjetje Vodovod-Kanalizacija d. o. o.. Služba Krajinski parka Tivoli, Rožnik in Šišenski hrib, ki deluje znotraj JP VOKA SNAGA d. o. o., opravlja varstvene, strokovne, nadzorne in upravljavske naloge v Krajinskem parku Tivoli, Rožnik in Šišenski hrib. Naloge upravljanja so zapisane v 26. členu Odloka o Krajinskem parku (Ur. l. RS št. 78/2015 - Odlok )
Naravovarstveni nadzor poleg inšpektorjev izvajajo naravovarstveni nadzorniki, ki so za to delo posebej usposobljeni in imajo pooblastilo ministra, pristojnega za ohranjanje narave po Zakonu o ohranjanju narave.